# Bator Aduczijew
Bator Kanurowicz Aduczijew, ros. Батор Канурович Адучиев (ur. 27 stycznia 1963) – rosyjski polityk, deputowany do Dumy Państwowej Federacji Rosyjskiej VII kadencji, reprezentujący ugrupowanie Jedna Rosja.

## Wykształcenie
Kandydat nauk rolniczych. Absolwent Moskiewskiego Instytutu Gospodarki Komunalnej i Budownictwa z 1992 r. oraz Petersburskiego Uniwersytetu MSW Rosji z 2005.